# Błąd (prawo karne)
Błąd w prawie karnym – różnica między obiektywną rzeczywistością a odbiciem tej rzeczywistości w świadomości człowieka.
Błąd może występować w postaci:
- urojenia – gdy w obrazie świadomości sprawcy pojawiają się pewne elementy, które nie występują w rzeczywistości,
- nieświadomości – gdy sprawca nie obejmuje swoją świadomością określonych stanów rzeczy, które jednak w rzeczywistości występują.

W polskim Kodeksie karnym z 1997 roku wyróżnia się trzy rodzaje błędu:
- błąd co do znamion typu czynu zabronionego – art. 28 k.k.,
- błąd co do okoliczności wyłączającej bezprawność czynu albo winę – art. 29 k.k.
- błąd co do bezprawności czynu – art. 30 k.k.